# Passo delle Pianazze
Il passo delle Pianazze è un valico dell'Appennino ligure situato al confine tra la provincia di Parma e quella di Piacenza.

## Descrizione
Posto a 975 m s.l.m., collega la valle del torrente Ceno in comune di Bardi con quella del Nure in comune di Farini. La strada che sale dal versante parmense, quello meridionale, è la SP 25; quella che proviene dal Piacentino è la SP 8 di Bedonia.